# Rhammatophyllum fruticulosum
Rhammatophyllum fruticulosum är en korsblommig växtart som först beskrevs av Carl Anton von Meyer, och fick sitt nu gällande namn av Al-shehbaz. Rhammatophyllum fruticulosum ingår i släktet Rhammatophyllum och familjen korsblommiga växter. Inga underarter finns listade i Catalogue of Life.